# Estel pistola
L'estel Pistola és un estel blau hipergegant, un del més lluminosos coneguts a la Via Làctia. És un dels molts estels massius i joves que formen part del cúmul Quintuplet, a la regió de Centre galàctic. L'estrella deu el seu nom a la forma de la nebulosa Pistola, la qual ell il·lumina. Es localitza aproximadament a 25.000 anys llum de la Terra en direcció a Sagitari. Seria visible a ull nu com un estel de quarta magnitud si no fos per la pols interestel·lar que l'oculta completament de la visió en llum visible.

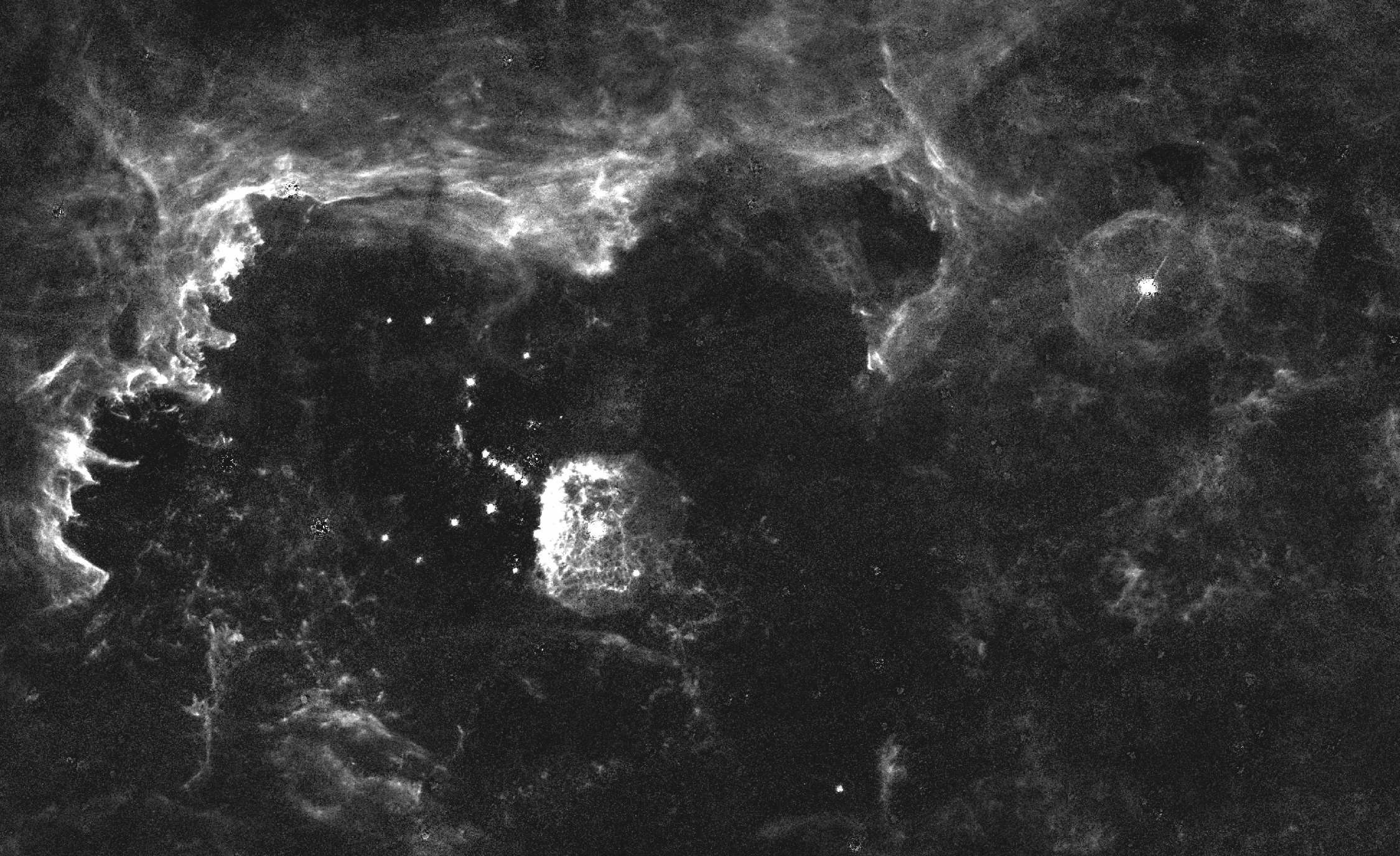
Regió del cúmul estel·lar Quintuplet, centrat en l'estel Pistola i en la seva nebulosa circumdant

L'estel Pistola va ser descobert amb el telescopi espacial Hubble a principis de 1990 per Don Figer, un astrònom de la UCLA.